# Judy (film)
Judy är en biografisk dramafilm från 2019 om den amerikanska sångaren och skådespelerskan Judy Garland. Den är regisserad av Rupert Goold och bygger på Olivier- och Tony-nominerade West End och Broadway-uppsättningen End of the Rainbow av Peter Quilter. I filmen spelar Renée Zellweger Garland, och i bärande roller ses Jessie Buckley, Finn Wittrock, Rufus Sewell och Michael Gambon.
Filmen följer Judy Garlands karriär i Storbritannien under hennes  sista levnadsår. Efter viss inledande succes och en rad utsålda konserter på Talk of the Town i London slutar framgångarna så småningom och karriären hindras av hälsoproblem. 
Judy hade premiär på Telluride Film Festival den 30 augusti 2019 och släpptes på biografer i USA den 27 september 2019 och i Storbritannien den 2 oktober 2019. Den hyllades av kritiker och var en kommersiell framgång som genererade 39 miljoner dollar i intäkter världen över. Filmen fick positiva recensioner, med mycket fokus på Zellwegers prestation, som av många anses vara den bästa i hennes karriär. Hon fick flera utmärkelser för sin roll, bland andra Golden Globe Award, Screen Actors Guild Award och British Academy Film Award och  vann en Oscar för bästa kvinnliga huvudroll den 9 februari 2020.

## Handling
I början av filmen är Judy Garland 14 år och hennes studiochef, Louis B. Mayer, berättar att hon har en gåva som andra flickor saknar. Judys talang för att sjunga är nästan oöverträffad, samtidigt som hon har potential att överträffa Shirley Temple som Hollywoodstjärna. Judy visas därefter i fyrtioårsåldern. Hon uppträder med sina två barn från sitt äktenskap med Sidney Luft, hennes tredje make. 
Judy och hennes barn försöker checka in på ett hotell, men nekas på grund av tidigare skulder. Judy tvingas återvända hem till Luft, som senare skiljer sig från henne. 
På en fest möter Judy Mickey Deans, en nattklubbägare, och de blir nära vänner. En återblick visas av Judys tonår med Mickey Rooney, när en assistent avbryter Judy mitt i en date för att ge henne amfetamin för i syfte att kontrollera hennes aptit. Handlingen återvänder till 1968.  Judy träffar en agent som berättar att Storbritannien erbjuder henne en möjlighet, medan intresset i USA har svalnat på grund av hennes alltmer otillförlitliga prestation och humör. Judy beslutar att bege sig till Storbritannien och lämna sina två barn med Luft, vilket är svårt för henne. 
I Storbritannien hindrar missbruksproblem henne från att prestera pålitligt på scenen. Judy är sen till sin premiär i London. Assistenter uppmanas att kontrollera hennes hälsa och fixa hennes smink. Fans är entusiastiska. Hennes prestanda är utmärkt. Filmen har ännu en flashback till Judy på 14 år gammal. Hon klagar över att ha matats med piller för att hjälpa henne att uppfylla sina schemalagda krav. Tillbaka till London 1968 spelar hon igen och börjar sjunga texterna "Clang, clang, clang ..." till "The Trolley Song" till starkt applåder. 
Judy träffar två älskande gayfans vid scendörren på väg ut och går med dem för ett mellanmål på kvällen i deras lägenhet. De binds över sina svårigheter, och hon sjunger "Bli glad" medan hennes fan spelar piano. Mickey Deans kommer till London på ett överraskningsbesök, vilket hejar henne upp. Judy har fortfarande svårt att göra sina scenuppträdanden i tid på grund av missbruksproblem och ångest. En annan återblick visar att Mayer pratar med henne vid 15 års ålder, med Judy framställd som utmattad av hennes barndomsschema och Mayer framställs som att använda känslomässigt missbruk och fysisk skrämning för att hålla henne i linje. 
Hennes sponsrande brittiska agent har henne undersökt av en röstspecialistläkare. Judy säger att hon hade en trakeotomi för år sedan vilket försvagade hennes röst. Läkaren diagnostiserar fysisk och mental utmattning som kräver vila för återhämtning. Hennes förhållande till Deans är ett stöd för hennes personliga liv och de gifter sig. Han är hennes femte make. Judy tänker fortfarande på sina barn och lider av att separeras från dem. Barnen är dock glada i skolan i Kalifornien. Deans har dåliga nyheter om en pengeavtal som föll igenom, vilket innebär att hon måste stanna i Storbritannien för att få slut. Vid sin nästa föreställning passerar hon ut på scenen och heckled. Judy avslutar sitt sångengagemang men återvänder till en kväll på scenen där hon ber att framföra en sista låt. Hon bryts ned medan hon sjunger "Over the Rainbow" men återhämtar sig med uppmuntran av stödjande fans och har kunnat slutföra föreställningen. Judy frågar, "Du kommer inte glömma mig, eller hur?" till publiken, som applåderar innan hon slutar sin föreställning genom att säga "lovar att du inte kommer." Filmens epilog säger att Judy dog sex månader senare, sommaren 1969, 47 år gammal.

## Rollista i urval
- Renée Zellweger – Judy Garland
  - Darci Shaw – ung Judy Garland
- Finn Wittrock – Mickey Deans
- Rufus Sewell – Sidney Luft
- Michael Gambon – Bernard Delfont
- Jessie Buckley – Rosalyn Wilder
- Richard Cordery – Louis B. Mayer
- Bella Ramsey – Lorna Luft
- Royce Pierreson – Burt
- Arthur McBain – Askith
- John Dagleish – Lonnie Donegan
- Gemma-Leah Devereux – Liza Minnelli
- David Rubin – Noel

## Produktion
Inspelningen började den 19 mars 2018 i London på West London Film Studios och Hackney Empire.

## Premiär
Judy hade världspremiär på Telluride Film Festival den 30 augusti 2019 och visades på Toronto International Film Festival den 10 september 2019.  Filmen släpptes på biografer i USA den 27 september 2019 av Roadside Adventures och LD Entertainment, och i Storbritannien den 2 oktober 2019 av 20th Century Fox, Pathes brittiska distributör.

## Mottagande

### Biljettförsäljning
Judy drog in  totalt 39  miljoner dollar, varav 24,2 miljoner dollar i USA och Kanada och 14,8 miljoner dollar i andra länder. Den första helgen efter premiären   tjänade filmen in 2,9 miljoner dollar.

### Recensioner
Renée Zellwegers roll som Judy Garland har fått god kritik och en Oscar för bästa kvinnliga huvudroll.
På webbplatsen Rotten Tomatoes  bedöms filmen positivt till 82% baserat på 302 recensioner, med ett genomsnittligt betyg på 6,98 / 10. Kritikernas samlade bedömning  lyder: "Med en djupt engagerad rollprestation från Renée Zellweger, fångar Judy en älskad artists sista dagar med tydlig medkänsla." På Metacritic har den ett viktat medelvärde på 66 av 100, baserat på 46 kritiker, vilket indikerar "allmänt positiva  recensioner". De målgrupper som tillfrågades av CinemaScore gav filmen ett genomsnittligt betyg på  "A–" på en skala från A + till F-.
Zellweger fick blandad kritik för sin prestation där flera kritiker hade henne som favorit till en Oscar för bästa kvinnliga huvudroll. Peter Travers från Rolling Stone kallade Zellwegers skildring av Judy Garland "årets prestation" och Zoe Gahan från Vanity Fair skrev, "en fantastisk föreställning. Det är svårt att se var Garland slutar och Zellweger börjar... Gå och se den här filmen. Skratta och gråt, låt tårarna spruta – hon förtjänar varje tår."  Eric Kohn från IndieWire gav filmen ett "C", där han konstaterade att "Zellweger fyller  rollen som den självransakande  musikaliska ikonen ganska bra i en trist och tråkig berättelse om  hennes förflutna och kamp mot missbruk i en trasig familj. Det är en känt historia som Judy kämpar med att förnya, åtminstone tills Zellweger tar mikrofonen."  
Monica Castillo från RogerEbert.com gav filmen två av fyra stjärnor. Även om hon berömde den del av filmen som handlar om  Garlands kränkande barndom, kritiserade hon Goolds regi och Zellwegers prestation och konstaterade att "det finns ställen i filmen där Zellwegers överdrivna  skådespel blir allt för distraherande och överskuggar allt annat runt henne...  Zellwegers Judy blir aldrig mer än en ytlig version av den mångsidiga artisten och  hennes överdrivna skådespel får inte rollen att kännas naturlig."